# Tadaka Corona
La Tadaka Corona è una struttura geologica della superficie di Venere.